# VinBus
VinBus est une société de transport d'autobus vietnamien. Le modèle de véhicule utilisé, l'Ebus, est le premier autobus électrique au Viêt Nam.

## Histoire
VinBus, filiale de Vingroup, a été créée en septembre 2019. Le constructeur automobile vietnamien VinFast est chargé de la fabrication de l'Ebus, un autobus électrique utilisé par VinBus depuis le 8 avril 2021,, avec l'annonce de 3 000 Ebus dans le pays.